# Elsa Maxwell
Elsa Maxwell, née le 24 mai 1883 à Keokuk (Iowa) est morte à New York, le 1er novembre 1963, est une chroniqueuse américaine, écrivain et organisatrice de soirées mondaines.
Elle commence sa carrière comme pianiste puis rejoint une troupe de théâtre au début des années 1900 avant de se produire dans des spectacles de music-hall. Elle voyage alors beaucoup, notamment en Europe et en Afrique du Sud.
Après la Première Guerre mondiale, elle se spécialise dans l'organisation de soirées et de réceptions pour les personnalités en vue de l'époque. Elle loue des salles à Monaco et à Venise, invite des artistes et veille éventuellement à imposer un thème.
Après avoir tenté sa chance à Hollywood, où elle participe à quelques films sans grand succès, elle décide de profiter des soirées qu'elle organise ou auxquelles elle est invitée pour rédiger des chroniques qu'elle fournit à la presse et à la radio. Les fêtes qu'elle organise deviennent le rendez-vous des aristocrates et des vedettes de l'écran, des milliardaires et des starlettes. Elle alterne bals costumés et murder parties, se met parfois au piano et observe soigneusement les invités pour alimenter ses chroniques. C'est lors d'une de ses soirées à Cannes en 1948 que Rita Hayworth rencontre le prince Ali Khan. Et c'est elle qui présente Maria Callas à Aristote Onassis, au cours d'une soirée vénitienne en 1957.
Elsa Maxwell aurait été une lesbienne qui aurait notamment tenté de séduire La Callas. Auteur de quatre livres, de plusieurs scénarios de films et de chansons, elle apparaît aussi dans des séries télévisées et dans le film Le Cabaret des étoiles (Stage Door Canteen) de Frank Borzage, en 1943, aux côtés de Judith Anderson et d'autres acteurs. Elle tente un moment de se lancer dans l'édition en lançant, en 1953, le magazine Elsa Maxwell's Café Society, qui ne connaîtra qu'un seul numéro sur lequel Zsa Zsa Gabor pose en couverture.

## Ouvrages
- J'ai reçu le monde entier, Éditions Amiot-Dumont, coll. « Toute la ville en parle », traduction: François, duc de Noailles, 1955; réédition Le Club du Livre, 1955